# Don Rosenbaum
Donald Paul Rosenbaum (Amsterdam, april 1947) is een Nederlands singer-songwriter en gitarist met invloeden uit de country en folk, maar in een later stadium ook uit de Franse Chanson-traditie.

## Biografie
Rosenbaum leerde van broer Edo gitaarspelen. Via schoolbandjes raakt Rosenbaum halverwege de jaren '60 verzeild in de Amsterdamse muziekscene. In het najaar van 1970 doet hij auditie voor Phonogram met Miss America, waarvan de tekst een aanval is op het Amerikaanse imperialisme. Hij trekt meteen de aandacht van Boudewijn de Groot, die bij Phonogram onder contract staat.
Rosenbaum had begin jaren '70 een klein hitje in België met Miss America. Hij kreeg bij Phonogram een platencontract en met De Groot als producer nam hij de single Like to know a bit about you op, waarop De Groot te horen is als achtergrondzanger. Ondanks dat dit nummer geen hit werd, mocht hij het eveneens door De Groot geproduceerde album Swimming into Deep Water opnemen. De titelsong van dit album werd zijn enige hit in zowel de Top 40 als de Single Top 100. Op dit nummer speelde De Groot gitaar en Frans Doolaard (van de Chico's en Kilima Hawaiians) steelgitaar. De tweede single van dit album Every Minute Lady deed echter weinig.
Rosenbaum schreef in die tijd ook songs voor anderen, zo is Lovers Bye Bye van de zangeres Andeane (Anneke Konings) door hem geschreven. In 1973 trok hij zich gedesillusioneerd tijdelijk terug uit de muziekindustrie en ging, als inmiddels ook afgestudeerd slavist, zich wat meer richten op zijn andere bezigheden als literair vertaler. In 1979 nam hij bij CBS de single This is Christmas op en in 1980 probeerde hij het nog eens met Jayne, beide singles flopten echter. In 1998 keerde hij terug met de cd-single Al mijn liefde en in 2005 nam hij in eigen beheer het Nederlandstalig album Sprong in het duister op en in 2006 het Engelstalige album On Land In Full Daylight.
Hierna volgde in 2015 het album My Heart met voornamelijk Country gerelateerde nummers en verschenen er ook vele oude en nieuwe nummers op YouTube, Spotify en andere muzieksites. Vier nummers, Lovers' Waltz , No Greater Love, Freedom en Dutch Country, verschenen de afgelopen jaren, resp. in 2013, '14, '16 en '18, tevens op de jaarlijks door de Dutch Country Music Association (DCMA) uitgebrachte Dutch Country Music verzamel-cd. Verder is opvallend dat er, naast die van folk - en country -, steeds meer klassieke invloeden in de recentere composities merkbaar zijn, hetgeen duidelijk te horen is op het laatst verschenen album Country Crossroads, waar country songs steeds afgewisseld worden met meer traditioneel gearrangeerde nummers, - de Crossroads. Een nieuwe ontwikkeling hierin gaat weer een stap verder, en heeft geleid tot het schrijven van het vijfdelig barokstijl-werk Sic transit gloria mundi waarvan reeds de prelude is gepubliceerd. Begin 2019 werd het album Nighttime uitgebracht waarna Rosenbaum het tijd vond om de bakens eens te verzetten en zich te gaan richten op een ander, door hem ook zeer gewaardeerd muziekgenre: het Franse chanson. Hier werd eigenlijk al veel eerder, nl in de zomer van 2017, een voorzichtig begin mee gemaakt tijdens een optreden in Bretagne. In samenwerking met bevriende Franse muzikanten werd de titelsong van een nog op te nemen Frans album uitgevoerd in de Keltische stijl die in die streek zo populair is en veel op festivals wordt gespeeld. Na geruime tijd werden er ten slotte 12 nummers opgenomen en verscheen het album met de titel ‘Comme les oiseaux’ in 2020 op een Frans label. Deze nummers werden eveneens als muziekvideo’s op YouTube geplaatst en vormen een verrassende afwisseling met het tot dusver overwegend Engelstalig repertoire.

## Discografie

### Albums
- Swimming Into Deep Water (Decca 6419015 - 1972)
- Sprong in 't duister (Eigen beheer - 2005)
- On Land In Full Daylight (Eigen beheer - 2006)
- My Heart (Nash Music - 2015)
- Country Crossroads (Nash Music - 2017)
- Nighttime (Nash Music - 2019)
- Comme les oiseaux (Inspirontone - 2020)

### Singles
- Miss America / Grand Skinny Dad (Decca 6100046 - 1971)
- Like To Know A Bit About You / Footsteps (Decca 6100070 - 1972)
- Swimming Into Deep Water / Way To paradise (Decca 6100087 - 1972)
- Every Minute Lady / Love Song (Decca 6100093 - 1972)
- This is Christmas / If I Were A Painter (CBS 8050 - 1979)
- Jayne / Run Away (CBS 8597 - 1980)
- Al Mijn Liefde / De Wingerd (Jan Records 9710 - 1998)
- De Wereld / Sterren (2009)
- Freedom (naar aanleiding van Werelddierendag) (2016)

### Nederlandse Top 40
| Single met eventuele hitnotering(en) in de Nederlandse Top 40 | Datum van verschijnen | Datum van binnenkomst | Hoogste positie | Aantal weken | Opmerkingen |
| ------------------------------------------------------------- | --------------------- | --------------------- | --------------- | ------------ | ----------- |
| Miss America                                                  |                       | 23-10-1971            | tip2            | -            |             |
| Like to Know a Bit About You                                  |                       | 22-01-1972            | tip19           | -            |             |
| Swimming into Deep Water                                      |                       | 07-10-1972            | 11              | 8            |             |

### NPO Radio 2 Top 2000
| Nummer met noteringen in de NPO Radio 2 Top 2000 | '99  | '00  | '01  | '02  | '03  | '04  | '05  |
| ------------------------------------------------ | ---- | ---- | ---- | ---- | ---- | ---- | ---- |
| Swimming Into Deep Water                         | 1422 | 1579 | 1397 | 1634 | 1796 | 1980 | 1148 |

1. ↑  Een vetgedrukt getal geeft de hoogste notering aan.
2. ↑  Deze tabel is bijgewerkt tot en met de laatste editie (2024).